# Негеральдичні фігури
Негеральдичні фігури — усі гербові фігури, які не належать до геральдичних.
За походженням негеральдичні фігури поділяють на природні (тварини, рослини, люди і т.і.), штучні (зброя, інструменти, будови та ін.) і фантастичні (гарпії, грифони, дракони тощо).
Негеральдичні фігури часто зображуються неповними (зображення, коли видно тільки частину фігури): «зростаючі» — видно верхню половину фігури, «виникаючі» або ті, що «народжуються» — видно верхню половину фігури, нижній край якої ні з чим не стикається, «виходячі» — передня половина фігури визирає з-поза вертикального краю щита або фігури.

## Див. також

Архангел Михаїл у гербі Києва
Пальма Мерцалова у гербі Донецької області
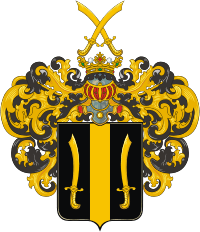
Герб дворян Скрябіних

## Ресурси Інтернету
- Фігури негеральдичні. Архів оригіналу за 2 грудня 2012. Процитовано 9 квітня 2015.
- Блазування тварин. Архів оригіналу за 2 грудня 2012. Процитовано 9 квітня 2015.
- Геральдичні тварини. Архів оригіналу за 2 грудня 2012. Процитовано 9 квітня 2015.